# Duncan Macrae
Pas d'image ? Cliquez ici

a Compétitions nationales et continentales officielles uniquement.

b Matchs officiels uniquement.
Duncan James Macrae, né le 4 novembre 1914 à Balmacara et mort le 15 mai 2007 à Gairloch, est un joueur de rugby à XV qui évolue au poste de centre pour l'équipe d'Écosse de 1937 à 1939.

## Biographie
Duncan Macrae a eu sa première cape internationale à l'âge de 22 ans le 6 février 1937, à l'occasion d'un match contre l'équipe du pays de Galles. Il inscrit un essai lors du match gagné contre l'équipe d'Irlande en 1938. L'équipe d'Écosse remporte la triple couronne en 1938. Duncan Macrae connaît sa dernière cape internationale à l'âge de 24 ans le 18 mars 1939, à l'occasion d'un match contre l'équipe d'Angleterre. Duncan Macrae a disputé un test match avec les Lions britanniques, en 1938 en Afrique du Sud.

## Statistiques

### En équipe nationale
- 9 sélections
- 3 points (1 essai)
- Sélections par année : 3 en 1937, 3 en 1938, 3 en 1939.
- Tournois britanniques de rugby à XV disputés : 1937, 1938, 1939.

### Avec les Lions britanniques
- 1 sélection